# Lee Byung-Hun
Lee Byung-Hun, född 12 juli 1970 i Seongnam, är en sydkoreansk skådespelare. Han har bland annat medverkat i filmerna Joint Security Area, The Good, the Bad, the Weird och Red 2. Han har en återkommande roll i Squid Game.
Han är mest känd för sin roll som Storm Shadow i filmerna G.I. Joe: The Rise of Cobra och G.I. Joe: Retaliation. 
År 2013 gifte sig Lee med skådespelerskan Lee Jung-Jae.Lees maka födde deras första barn, en son år 2015. I december 2023 föddes deras andra barn, en dotter.

## Filmografi

### Film
| År   | Titel                        | Roll                             | Anmärkningar |
| ---- | ---------------------------- | -------------------------------- | ------------ |
| 1995 | Who Drives Me Crazy          | Lee Jong-du                      |              |
| 1999 | The Harmonium in My Memory   | Kang Soo-ha                      |              |
| 2000 | Joint Security Area          | Lee Soo-hyeok                    |              |
| 2002 | Mari iyagi                   | Vuxen Nam-woo                    | Röst         |
| 2002 | Addicted                     | Dae-jun                          |              |
| 2004 | Everybody Has Secrets        | Choi Su-hyeon                    |              |
| 2004 | Three Extremes               | Ryu Ji-ho                        | Kort film    |
| 2005 | A Bittersweet Life           | Kim Sun-woo                      |              |
| 2006 | Once in a Summer             | Yun Suk-young                    |              |
| 2007 | Hero                         | Kang Min-woo                     | Cameo        |
| 2008 | The Good, the Bad, the Weird | Park Chang-yi, the Bad           |              |
| 2009 | I Come with the Rain         | Su Dongpo                        |              |
| 2009 | G.I. Joe: The Rise of Cobra  | Thomas Arashikage / Storm Shadow |              |
| 2010 | Iris: The Movie              | Kim Hyun-jun                     |              |
| 2010 | I Saw the Devil              | Kim Soo-hyeon                    |              |
| 2012 | Masquerade                   | King Gwanghae / Beggar Ha-sun    |              |
| 2013 | G.I. Joe: Retaliation        | Thomas Arashikage / Storm Shadow |              |
| 2013 | Red 2                        | Han Cho-bai                      |              |
| 2015 | Terminator: Genisys          | Cop / T-1000                     |              |
| 2015 | Memories of the Sword        | Deok-gi / Song Yoo-baek          |              |
| 2015 | Inside Men                   | Ahn Sang-goo                     |              |
| 2016 | Misconduct                   | Revisorn                         |              |
| 2016 | The Age of Shadows           | Jeong Chae-san                   | Cameo        |
| 2016 | The Magnificent Seven        | Billy Rocks                      |              |
| 2016 | Master                       | President Jin                    |              |
| 2017 | The Fortress                 | Choi Myung-kil                   |              |
| 2018 | Keys to the Heart            | Jo-ha                            |              |
| 2019 | Ashfall                      | Lee Joon-Pyeong                  |              |
| 2020 | The Man Standing Next        | Kim Jae-gyu                      |              |
| 2021 | Emergency Declaration        | Jae Hyuk                         |              |

### TV
| År    | Titel                  | Roll                    | Anmärkningar              |
| ----- | ---------------------- | ----------------------- | ------------------------- |
| 1995  | Asphalt Man            | Kang Dong-joon          |                           |
| 1998  | White Nights 3.98      | Min Gyeong-bin          |                           |
| 1999  | Happy Together         | Suh Tae-poong           |                           |
| 2001  | Beautiful Days         | Lee Min-chul            |                           |
| 2003  | All In                 | Kim In-ha               |                           |
| 2009  | Iris                   | Kim Hyun-jun            |                           |
| 2011  | Diplomat Kosaku Kuroda | John                    | Cameo                     |
| 2018  | Mr. Sunshine           | Eugene Choi             |                           |
| 2021– | Squid Game             | Front Man / Hwang In-ho | Säsong 1 – Cameo Säsong 2 |